# Azim Geychisah
Azim Geychisah (* 1981) je íránský horolezec. Narodil se ve městě Tabríz, je absolventem střední školy v oblasti strojírenství, v současné době studuje tělesnou výchovu na univerzitě v Tabrízu. Je členem íránské horolezecké reprezentace. První úspěšný výstup na osmitisícovku zaznamenal v roce 2003, když vystoupil na Gašerbrum I, roku 2010 se stal prvním Íráncem, který vystoupil na vrchol Dhaulágirí. V roce 2014 úspěšně vystoupil na Šiša Pangmu, svou 13. osmitisícovku. Je tak nejúspěšnějším íránským vysokohorským lezcem a k dosažení Koruny Himálaje mu chybí už jen 4. nejvyšší hora světa Lhoce.

## Úspěšné výstupy na osmitisícovky
- 2003 Gašerbrum I (8068 m n. m.)
- 2005 Mount Everest (8849 m n. m.) - s umělým kyslíkem
- 2008 Broad Peak (8047 m n. m.)
- 2010 Dhaulágirí (8167 m n. m.) - první Íránský výstup
- 2010 Nanga Parbat (8125 m n. m.)
- 2011 Kančendženga (8586 m n. m.) - první Íránský výstup
- 2011 Gašerbrum II (8035 m n. m.)
- 2012 Annapurna (8091 m n. m.) - první Íránský výstup
- 2012 K2 (8611 m n. m.)
- 2012 Manáslu (8163 m n. m.)
- 2013 Makalu (8465 m n. m.) - první Íránský výstup
- 2013 Čo Oju (8201 m n. m.) - první Íránský výstup
- 2014 Šiša Pangma (8013 m n. m.) - první Íránský výstup
- 2016 Mount Everest (8849 m n. m.) - bez umělého kyslíku

## Další úspěšné výstupy
- 2005 Ararat (5137 m n. m.)
- 2006 Nošak (7492 m n. m.)
- 2009 Džengiš Čokusu (7439 m n. m.)